# Viviennea euricosilvai
Viviennea euricosilvai är en fjärilsart som beskrevs av Lauro Travassos 1954. Viviennea euricosilvai ingår i släktet Viviennea och familjen björnspinnare. Inga underarter finns listade i Catalogue of Life.